# أكاديمية أنور قرقاش الدبلوماسية
أكاديمية أنور قرقاش الدبلوماسية، (أكاديمية الإمارات الدبلوماسية سابقًا) هو معهد فدرالي مستقل للبحوث الدبلوماسية وتدريب الخدمة المدنية في أبو ظبي، الإمارات العربية المتحدة، تأسس في عام 2014 من قبل نائب رئيس الدولة ورئيس الوزراء الشيخ محمد بن راشد آل مكتوم، وهي تخدم أعضاء مجتمع الخدمة الخارجية في دولة الإمارات العربية المتحدة وتقوم بإعداد الدبلوماسيين الإماراتيين وغيرهم من المهنيين لتعزيز مصالح الشؤون الخارجية للبلاد في الخارج. اعيد تسمية الاكاديمية تكريماً لأنور محمد قرقاش في عام 2021 من قبل الشيخ محمد بن زايد آل نهيان بعد انتهاء فترة عمله التي استمرت 13 عامًا كوزير الدولة للشؤون الخارجية في الإمارات العربية المتحدة.

## تاريخ
تأسست أكاديمية الإمارات الدبلوماسية بموجب قرار مجلس الوزراء ذي الرقم 29 الصادر عن الشيخ محمد بن راشد آل مكتوم، نائب رئيس الدولة رئيس مجلس الوزراء لدولة الإمارات العربية المتحدة في 19 أغسطس 2014. وفتح المعهد أبوابه أمام الطلاب في سبتمبر 2015، وتخرجت أول دفعة من الطلاب في عام 2016.
وفي فبراير 2021، أعاد الشيخ محمد بن زايد آل نهيان تسمية أكاديمية الإمارات الدبلوماسية إلى أكاديمية أنور قرقاش الدبلوماسية، وذلك فور انتهاء فترة عمله كوزير الدولة للشؤون الخارجية في الدولة، تقديراً لخدماته في السياسة الخارجية للبلاد.
وفي يوليو 2021، أعلنت أكاديمية أنور قرقاش عن شراكة بينها وبين كلية الدراسات الدولية المتقدمة بجامعة جونز هوبكنز. وفي فبراير 2023، وقع المعهد مذكرة تفاهم مع جامعة أو بي جيندال العالمية الهندية لتبادل المعرفة والخبرات والتعاون البحثي بالإضافة إلى تسهيل برنامج التدريب المتبادل.